# Verwaltungsgemeinschaft Mittleres Schwarzatal
La Verwaltungsgemeinschaft Mittleres Schwarzatal est une communauté d'administration allemande qui regroupe 12 communes du land de Thuringe, dans l'arrondissement de Saalfeld-Rudolstadt, au centre de l'Allemagne. En 2015, sa population est de 5 748 habitants.

## Source de la traduction
- (de) Cet article est partiellement ou en totalité issu de l’article de Wikipédia en allemand intitulé « Verwaltungsgemeinschaft Mittleres Schwarzatal » (voir la liste des auteurs).